# Festivalul de operă Glyndebourne
Festivalul de operă Glyndebourne (Glyndebourne Opera Festival) este un festival de operă înființat în 1934, care se desfășuară anual la Glyndebourne House, situată în Sussex (Anglia).

## Directori muzicali
- 1934–1951 : Fritz Busch
- 1952–1963 : Vittorio Gui
- 1964–1977 : John Pritchard
- 1978–1988 : Bernard Haitink
- 1988–2000 : Andrew David
- După 2001 : Vladimir Jurowski